# Denkmünze der Gesellschaft zur Beförderung gemeinnütziger Tätigkeit

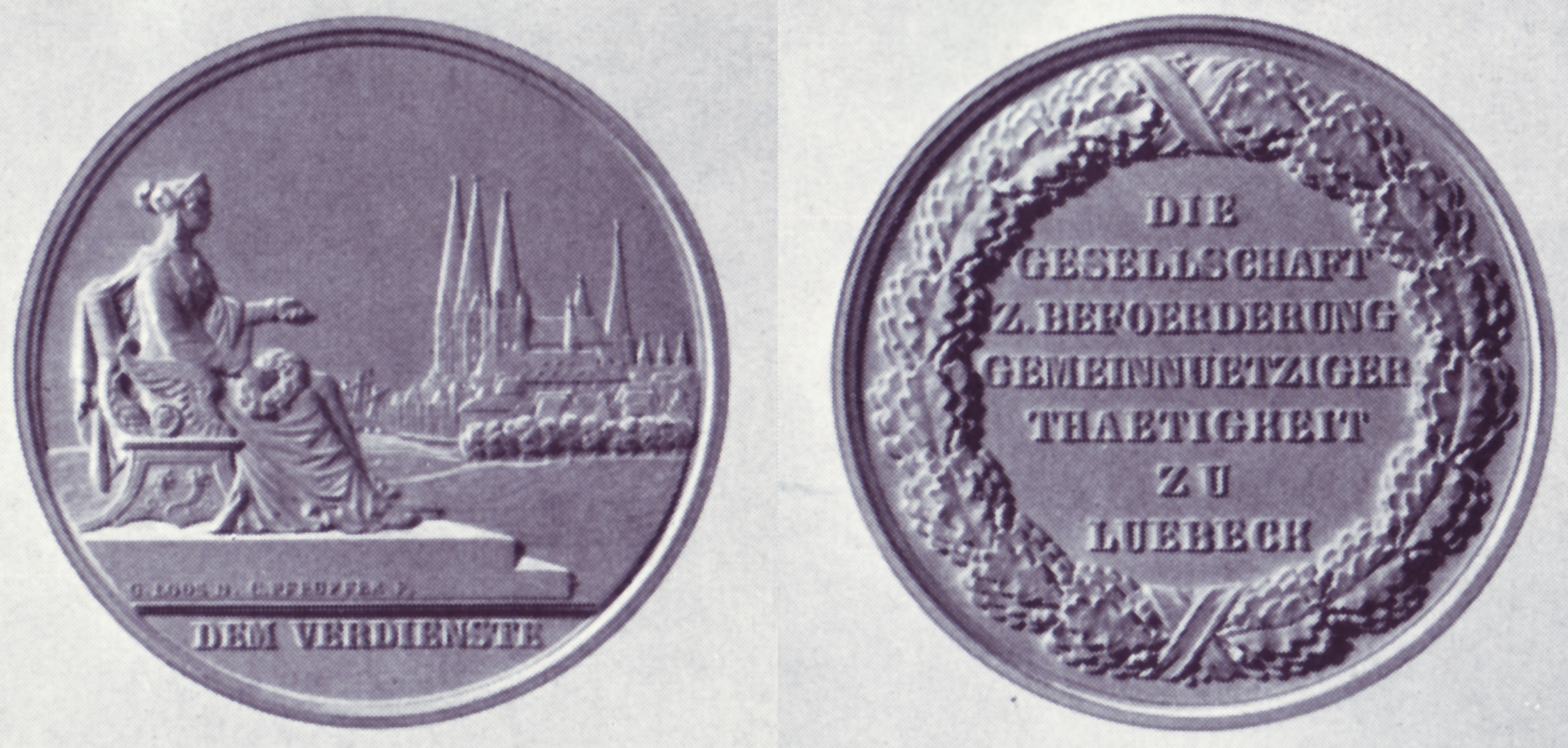
Vorder- und Rückseite der Denkmünze

Die Denkmünze der Gesellschaft zur Beförderung gemeinnütziger Tätigkeit ist eine Auszeichnung, die von der Gesellschaft zur Beförderung gemeinnütziger Tätigkeit in Lübeck verliehen wird.

## Ursprünge
1789 wurde die Gesellschaft zur Beförderung gemeinnütziger Tätigkeit gegründet. 1802 war in dem Verein die Stiftung einer Medaille diskutiert worden, mit der man Lebensretter ehren wollte, doch die Pläne gelangten nie zur Reife, weil ein konkreter Anlass fehlte. Im Jahre 1830 beabsichtigte die Gesellschaft, Hans Hansen, dem Leiter der Schleswiger Taubstummenschule, eine Ehrung zum Dank für die Ausbildung eines Taubstummenlehrers für Lübeck zukommen zu lassen. Die in so einem Fall sonst übliche Ernennung zum Ehrenmitglied war nicht möglich, da Hansen diese Auszeichnung bereits drei Jahre zuvor erhalten hatte. Daher wurde ihm stattdessen eine Lübecker Goldmedaille im Werte eines Portugalesers überreicht. Dieses Ereignis bewegte die Gemeinnützige, sich nunmehr eine eigene Verdienstauszeichnung in Form einer Denkmünze zuzulegen.

## Der Entwurf

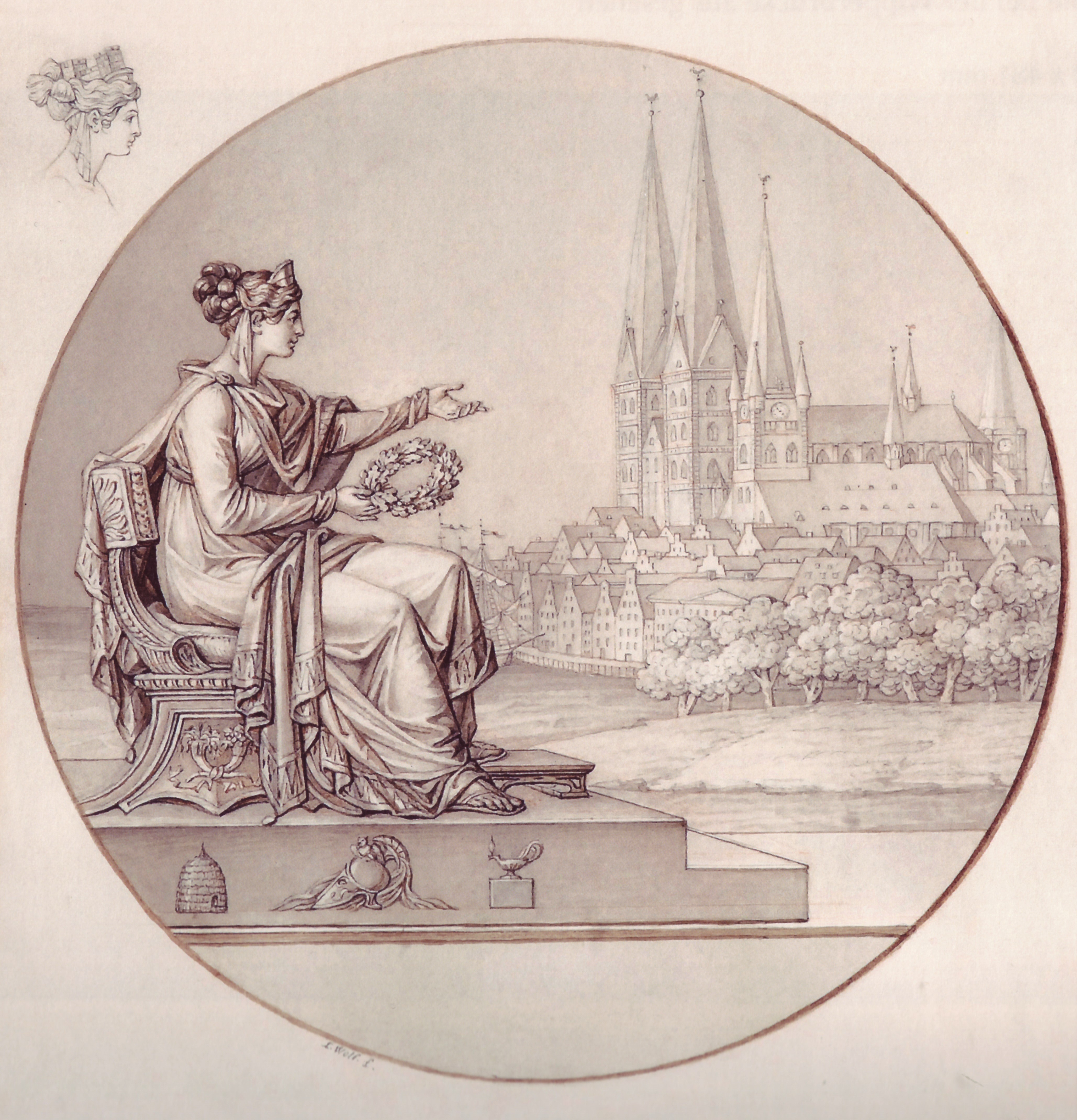
Louise Wolfs Originalentwurf für die Vorderseite der Denkmünze

Der Auftrag zur Gestaltung der Vorderseite wurde 1832 an Louise Wolf vergeben, einer der wenigen akademisch ausgebildeten Künstlerinnen jener Zeit. Ihr Entwurf zeigte die auf einem Podest thronende, antik gewandete weibliche Personifikation der Gemeinnützigen, die in einer Hand einen Lorbeerkranz hält und mit der anderen auf die durch Marien- und Petrikirche, den dahinter hervorragenden Turm der Jakobikirche und Giebelhäuser angedeutete Stadt deutet.
Dieser Entwurf wurde angenommen, doch aus nicht ermittelbaren Gründen fand Louise Wolf als Urheberin in den Veröffentlichungen der Gemeinnützigen bis heute keine Erwähnung. Stattdessen werden stets nur die bekannten Berliner Medailleure Gottfried Bernhard Loos und Christoph Carl Pfeuffer genannt, die jedoch nur einige unbedeutende kleinere Änderungen vornahmen und die Ausführung sowie Prägung besorgten. Loos hatte bereits 1823 im Auftrage Lübecker Bürger eine Denkmünze zum 50. Amtsjubiläum des Lübecker Bürgermeisters Johann Matthaeus Tesdorpf hergestellt. 1835 erhielt er auch den Auftrag zur Herstellung der Gedenkmünze Bene Merenti, der höchsten in Lübeck vergebenen Ehrung.

## Die Denkmünze
Die Gesellschaft ließ von Loos und Pfeuffer in der Erstprägung 451 Denkmünzen herstellen: 3 goldene, 48 silberne und 400 kupferne, die symbolisch als bronzene Münzen bezeichnet wurden.
Die Goldmünze sollte der Gesellschaftssatzung nach ausschließlich auf besonderen Beschluss der gesamten Gesellschaft für herausragende Verdienste um das Gemeinwesen oder besondere Bürgertugenden verliehen werden. Auch die Silbermünze konnte für derartige Verdienste vergeben werden, war daneben aber auch als Auszeichnung für die Schüler der von der Gemeinnützigen unterhaltenen Bildungsinstitute vorgesehen; im Unterschied zur Goldmünze konnte die silberne von den Direktoren nach eigenem Ermessen verliehen werden. Die Bronzemünze für kleinere Verdienste war von Anfang an auch als Sammelobjekt vorgesehen, die für 2 Schilling frei erworben werden konnte. Daher verlor sie als Auszeichnung bald an Bedeutung, wurde nicht mehr nachgeprägt und schon in den Statuten von 1839 nicht mehr erwähnt.
Zwischen 1832 und 2012 wurde die goldene Denkmünze 59 mal verliehen; die Silbermünze (inklusive der nur in 10 Exemplaren geprägten doppelten Silbermünze, die fast nur für Rettung aus Lebensgefahr vergeben wird und bisher siebenmal als Ehrung überreicht wurde) wurde bis 1938 insgesamt 88 mal vergeben, davon 34 mal als Ehrenpreis bei Ausstellungen des Gartenbauvereins und des Vereins für Geflügelzucht; nach 1898 erhielten nur noch natürliche Personen die Silbermünze. Von der Bronzemünze wurden etwa 100 Stück als Prämien an Gewerbeschüler verliehen, 239 wurden verkauft und der Restbestand von 57 Exemplaren 1902 an das Archiv der Hansestadt Lübeck abgegeben.
Die Statuten der Gesellschaft erwähnen heute keine gesonderten goldenen und silbernen Denkmünzen mehr, sondern legen nur noch in der Satzung fest: §13 · Ehrungen Die Gesellschaft verleiht für hervorragende Verdienste um das Gemeinwohl die Denkmünze der Gesellschaft.

## Empfänger der goldenen Denkmünze
| Jahr | Empfänger                                                                   | Anlass der Ehrung | Anmerkungen | Abbildung                 |
| ---- | --------------------------------------------------------------------------- | --- | --- | ------------------------- |
| 1832 | Johann Friedrich Petersen d. Ä. (1760–1845)                                 | Als Stifter des Schullehrerseminars und in Betracht seiner durch dessen jetzt 25-jährige Leitung um das hiesige Gemeinwesen erworbenen Verdienste | Gemeinsam mit Hermann Friedrich Behn hatte er sich unter dem Dach der Gesellschaft für die Einrichtung eines Präparanden-Seminars zur Lehrerausbildung eingesetzt und war seit dessen Gründung 1807 Teil des Kollegiums gewesen. | Johann Friedrich Petersen |
| 1833 | Johann Heinrich Sahn (* 12. April 1767; † 18. November 1835)                | In Anerkennung seiner um die Navigationsschule erworbenen Verdienste | Der Steuermann Sahn erhielt am 26. Juni 1833 die Medaille für seine 25-jährige Tätigkeit als Lehrer an der Lübecker Navigationsschule, wo er seit ihrer Gründung 1808 Seefahrtschüler unterrichtet hatte.                        |                           |
| 1840 | Hamburgische Gesellschaft zur Beförderung der Künste und nützlichen Gewerbe | Das 75-jährige Bestehen der Gesellschaft | |                           |
| 1842 | Anthony Bonnel (* 1806; † 10. Juli 1891)                                    | Für die im Oktober d. J. mit großer Aufopferung, Menschenfreundlichkeit und Uneigennützigkeit ausgeführte Rettung der Mannschaft des auf der Höhe von Finisterre gesunkenen Lübecker Schiffes „Adele“                                                        | Anthony Bonnel aus St. Pierre auf Guernsey hatte als Kapitän der Gem of Guernsey die Besatzung der havarierten Adele geborgen.                                                                                                   |                           |
| 1851 | Carl Georg Curtius (* 7. März 1771; † 4. Oktober 1857)                      | Der Lübecker Syndicus Curtius erhielt die Auszeichnung zu seinem 50. Amtsjubiläum | | Carl Georg Curtius        |
| 1856 | Bernhard Heinrich Frister (* 1778; † 10. Juni 1861)                         | Bürgermeister Frister erhielt die Auszeichnung anlässlich seiner 50-jährigen Zugehörigkeit zum Lübecker Senat | | Bernhard Heinrich Frister |
| 1864 | Karl Ludwig Roeck (* 1790; † 29. Januar 1869)                               | In Anerkennung seiner Verdienste um unser Gemeinwesen sowohl als auch insbesondere um die Gesellschaft | Bürgermeister Roeck erhielt die Auszeichnung zu seinem 50. Jubiläum im Staatsdienst | Karl Ludwig Roeck         |
| 1870 | Carl Wilhelm Pauli (* 18. Dezember 1792; † 18. März 1879)                   | In Anerkennung seiner großen Verdienste um die Erforschung des Lübischen Rechts und der Lübischen Geschichte, sowie seiner vielfach bewährten Teilnahme an den Bestrebungen der Gesellschaft                                                                 | Oberappellationsgerichtsrat Pauli erhielt die Auszeichnung am Tage seines 50. Amtsjubiläums am Oberappellationsgericht |                           |
| 1872 | Wilhelm Mantels (* 17. Juni 1816; † 8. Juni 1879)                           | In Anerkennung seiner mannigfachen Verdienste um das Gemeinwesen und die Gesellschaft | Professor Mantels erhielt die Auszeichnung zu seinem 25. Amtsjubiläum | Wilhelm Mantels           |
| 1875 | Carl Julius Milde (* 16. Februar 1803; † 19. November 1875)                 | In Anerkennung seiner mannigfachen hohen Verdienste um die Sammlungen der Gesellschaft und die Arbeiten verschiedener Ausschüsse der letzteren, sowie um die Sammlung, Erhaltung und Restaurierung der Kunstschätze und historischen Monumente unserer Stadt | | Carl Julius Milde         |
| 1877 | Gesellschaft zur Beförderung des Guten und Gemeinnützigen zu Basel          | Das 100-jährige Bestehen der Gesellschaft | |                           |
| 1878 | Johann Carl Lindenberg (* 29. Juli 1798; † 4. Juni 1892)                    | In Anlass seiner 50-jährigen Vorsteherschaft beim Schullehrer-Seminar | | Carl Julius Milde         |
| 1879 | Carl Friedrich Wehrmann (* 30. Januar 1809; † 11. September 1898)           | In Anerkennung seiner Verdienste um die Erforschung der vaterstädtischen Geschichte | Der Staatsarchivar erhielt die Auszeichnung anlässlich seines 25. Amtsjubiläums | Carl Julius Milde         |
| 1882 | Peter Hermann Münzenberger (* 6. Dezember 1803; † 30. März 1886)            | In dankbarer Anerkennung seiner länger als ein halbes Jahrhundert betätigten, von mannigfachen reichen und dauernden Erfolgen begleiteten gemeinnützigen Wirksamkeit                                                                                         | Der Pastor der Marienkirche erhielt die Auszeichnung anlässlich seines 50. Amtsjubiläums |                           |
| 1883 | Jakob Behrens (* 30. Juni 1824; † 6. März 1897)                             | In Anerkennung der abermals den Sammlungen des Naturhistorischen Museums zugewandten großartigen Bereicherungen | Der deutsch-amerikanische Kaufmann und Entomologe erhielt die Auszeichnung als Dank dafür, dass er seine Insektensammlung dem Lübecker Museum gestiftet hatte                                                                    | Carl Julius Milde         |
| 1889 | Wilhelm Brehmer (* 19. Mai 1828; † 2. Mai 1905)                             | Das 100-jährige Stiftungsfest der Gesellschaft | Der Senator und ehemalige Direktor der Gemeinnützigen wurde anlässlich des hundertjährigen Bestehens der Gesellschaft mit der Auszeichnung geehrt                                                                                | Carl Julius Milde         |
| 1889 | August Sartori (* 9. August 1827; † 20. Mai 1908)                           | Das 100-jährige Stiftungsfest der Gesellschaft | Der Pädagoge und ehemalige Direktor der Gemeinnützigen wurde anlässlich des hundertjährigen Bestehens der Gesellschaft mit der Auszeichnung geehrt                                                                               |                           |
| 1889 | Adolph Hach (* 13. Juli 1832; † 4. Dezember 1896)                           | Das 100-jährige Stiftungsfest der Gesellschaft | Der Polizeirat und ehemalige Direktor der Gemeinnützigen wurde anlässlich des hundertjährigen Bestehens der Gesellschaft mit der Auszeichnung geehrt                                                                             | Carl Julius Milde         |
| 1893 | Heinrich Klug (* 30. Mai 1837; † 6. Mai 1912)                               | Mit Rücksicht auf seine Verdienste im Allgemeinen und um die Gründung des Museums im Besonderen | Senator Klug erhielt die Auszeichnung anlässlich der Eröffnung des Museums | Carl Julius Milde         |
| 1895 | Heinrich Theodor Behn (* 15. Februar 1819; † 28. Februar 1906)              | Bürgermeister Behn erhielt die Auszeichnung zum 25. Jubiläum des Tages, an dem er erstmals den Vorsitz im Senat übernahm | | Carl Julius Milde         |
| 1910 | Johann Georg Eschenburg (* 1. April 1844; † 3. Februar 1936)                | In dankbarer Anerkennung seiner ausgezeichneten Verdienste um die Vaterstadt sowie in besonderer Würdigung seiner mannigfachen erfolgreichen gemeinnützigen Bestrebungen                                                                                     | Bürgermeister Eschenburg erhielt die Auszeichnung anlässlich seiner 25-jährigen Senatszugehörigkeit | Georg Eschenburg          |
| 1913 | Emil Possehl (* 13. Februar 1850; † 4. Februar 1919)                        | In Anerkennung seiner durch Schenkung des Kaiser-Wilhelm-Volkshauses betätigten gemeinnützigen Gesinnung | Das Kaiser-Wilhelm-Volkshaus am Holstentor, für dessen Stiftung Senator Possehl die Auszeichnung erhielt, wurde nie errichtet | Carl Julius Milde         |
| 1917 | Emil Ferdinand Fehling (* 3. August 1847; † 3. August 1927)                 | Bürgermeister Fehling erhielt die Auszeichnung anlässlich seines 70. Geburtstags für 47-jährige Mitgliedschaft und größtes Interesse für das Ergehen der Gesellschaft                                                                                        | | Carl Julius Milde         |
| 1921 | Richard Karutz (* 2. November 1867; † 10. Februar 1945)                     | Der Arzt und Ethnologe Karutz erhielt die Auszeichnung bei seinem Fortzug aus Lübeck für seine außerordentlichen Verdienste um das Museum für Völkerkunde | |                           |
| 1923 | Rudolf Struck (* 4. Dezember 1861; † 1. Dezember 1935)                      | Der Arzt Professor Struck erhielt die Auszeichnung anlässlich des 134. Stiftungstags für seine Verdienste um die Gesellschaft | |                           |
| 1935 | Wilhelm Furtwängler (* 25. Januar 1886; † 30. November 1954)                | Der Dirigent und Komponist erhielt die Auszeichnung anlässlich der 2. Nordischen Reichstagung | | Carl Julius Milde         |
| 1935 | Hermann Abendroth (* 19. Januar 1883; † 29. Mai 1956)                       | Der Dirigent und Musikpädagoge erhielt die Auszeichnung anlässlich der 2. Nordischen Reichstagung | | Hermann Abendroth         |
| 1937 | Wilhelm Frick (* 12. März 1877; † 16. Oktober 1946)                         | Der NS-Reichsminister erhielt die Auszeichnung anlässlich der 4. Nordischen Reichstagung | Es ist unklar, ob diese Verleihung nach 1945 widerrufen wurde | Carl Julius Milde         |
| 1937 | Alfred Rosenberg (* 12. Januar 1893; † 16. Oktober 1946)                    | Der NS-Reichsleiter erhielt die Auszeichnung anlässlich der 4. Nordischen Reichstagung | Es ist unklar, ob diese Verleihung nach 1945 widerrufen wurde | Carl Julius Milde         |
| 1939 | Hermann Stodte (* 25. Januar 1871; † 24. September 1939)                    | | Der Pädagoge und Schulleiter starb vor der Verleihung der Auszeichnung |                           |

- 1949: Hermann Link
- 1951: Paul Brockhaus
- 1960: Carl Georg Heise
- 1962: Ahasver von Brandt
- 1967: Heinrich Dräger
- 1968: St.-Marien-Bauverein
- 1970: Rolf Sander
- 1978: Wilhelm Stier
- 1984: Lisa Dräger
- 1984: Hanna Wozonig
- 1986: Robert Knüppel
- 1987: Theresia Priebe
- 1988: Werner Neugebauer
- 1991: Christa Crasemann
- 1991: Otto Crasemann
- 1993: Friedel Schrader
- 1994: Walter Trautsch
- 1994: Antje Zschacke
- 1995: Peter Behnck
- 1996: Jochen Düring
- 1996: Hans-Christian Koldewey
- 1996: Katharina Pankau
- 1997: Peter-Paul Kilian
- 1997: Rolf Saltzwedel
- 1998: Edith Carstensen
- 1998: Uwe Röhl
- 1999: Volker Strauss
- 2000: Horst P. Schwanke
- 2000: Traute Schwanke
- 2004: Hella Ostermeyer
- 2005: Hans Millies[6]
- 2006: Antjekathrin Graßmann
- 2007: Christian Dräger
- 2011: Günter Kohfeldt[7]
- 2014: Hans Arnold